# Élections législatives vincentaises de 1961
Les élections législatives vincentaises de 1961 se sont déroulées le 20 avril 1961 à Saint-Vincent-et-les-Grenadines. Six des neuf sièges à pourvoir sont remportés par le Parti politique populaire (PPP). Ebenezer Joshua (PPP) est reconduit au poste de Ministre en Chef de Saint-Vincent-et-les-Grenadines.

## Conseil législatif
Le conseil législatif de Saint-Vincent-et-les-Grenadines est composé de quatorze membres dont neuf au suffrage universel direct. Avant ces élections, le nombre de ces derniers était de huit.
Siège ainsi au conseil le gouverneur de la colonie, dit « Administrateur », représentant la Couronne. Deux membres siégeant d'office : le procureur de la couronne et le trésorier, ainsi que deux membres nommés par le gouverneur (trois auparavant). Enfin, neuf membres sont élus au scrutin uninominal majoritaire à un tour par la population.

## Résultats
|                           |                                            |        |       |       |        |     |  |  |  |
| Parti                     | Parti                                      | Voix   | %     | +/-   | Sièges | +/- |  |  |  |
|                           | Parti politique populaire (PPP)            | 11 500 | 49,32 | 0,03  | 6      | 1   |  |  |  |
|                           | Parti travailliste de Saint Vincent (PTSV) | 11 164 | 47,88 | 28,85 | 3      | 3   |  |  |  |
|                           | Indépendants (Ind)                         | 654    | 2,80  | 13,65 | 0      | 2   |  |  |  |
|                           |                                            |        |       |       |        |     |  |  |  |
| Votes valides             | Votes valides                              | 23 318 | 97,26 |       |        |     |  |  |  |
| Votes blancs et invalides | Votes blancs et invalides                  | 658    | 2,74  |       |        |     |  |  |  |
| Total                     | Total                                      | 23 976 | 100   | –     | 9      | 1   |  |  |  |
| Abstentions               | Abstentions                                | 7 103  | 22,85 |       |        |     |  |  |  |
| Inscrits / participation  | Inscrits / participation                   | 31 079 | 77,15 |       |        |     |  |  |  |

| Majorité absolue |     |
| ↓                |     |
| 3                | 6   |
| PTSV             | PPP |

## Résultats par circonscription[1]
- PTSV : Parti travailliste de Saint Vincent (Saint Vincent Labour Party), nombre de candidats présentés : 9, chef : Milton Cato
- PPP : Parti politique populaire (People's Political Party), nombre de candidats présentés : 9, chef : Ebenezer Joshua
- IND : Indépendants, nombre de candidats présentés : 2

Nombre total de candidat : 20
| Circonscription  | Parti  | Parti  | Parti | Suffrages | Suffrages | Suffrages | Inscrits | Partici- pation |
| Circonscription  | PTSV   | PPP    | IND   | Valides   | Invalides | Total     | Inscrits | Partici- pation |
| ---------------- | ------ | ------ | ----- | --------- | --------- | --------- | -------- | --------------- |
| North Leeward    | 1 442  | 1 685  | -     | 3 127     | 37        | 3 164     | 3 644    | 86,83 %         |
| South Leeward    | 2 034  | 741    | 41    | 2 816     | 99        | 2 915     | 3 767    | 77,38 %         |
| Kingstown        | 1 576  | 1 675  | -     | 3 251     | 54        | 3 305     | 4 430    | 74,60 %         |
| West St. George  | 910    | 1 585  | -     | 2 495     | 88        | 2 583     | 3 478    | 74,27 %         |
| East St. George  | 1 764  | 1 009  | -     | 2 773     | 95        | 2 868     | 3 539    | 81,04 %         |
| South Windward   | 1 899  | 841    | -     | 2 740     | 93        | 2 833     | 3 825    | 74,07 %         |
| Central Windward | 696    | 1 557  | -     | 2 253     | 121       | 2 374     | 3 182    | 74,61 %         |
| North Windward   | 357    | 1 763  | -     | 2 120     | 49        | 2 169     | 2 938    | 73,83 %         |
| Grenadines       | 486    | 644    | 613   | 1 743     | 22        | 1 765     | 2 276    | 77,55 %         |
| Total            | 11 164 | 11 500 | 654   | 23 318    | 658       | 23 976    | 31 079   | 77,15 %         |

## Représentants élus
| Circonscription  | Représentant sortant                              | Parti       | Parti | Représentant élu             | Parti | Parti |
| ---------------- | ------------------------------------------------- | ----------- | ----- | ---------------------------- | ----- | ----- |
| North Leeward    | Samuel Eric Slater                                |             | IND   | Samuel Eric Slater           |       | PPP   |
| South Leeward    | Herman Fraser Young                               |             | MPL   | Herman Fraser Young          |       | PTSV  |
| Kingstown        | Earlmont Stinson Campbell                         |             | PPP   | Alphaeus Clarence Grey Allen |       | PPP   |
| West St. George  | Henry Afflick Haynes (représentant de St. George) |             | PPP   | Henry Afflick Haynes         |       | PPP   |
| East St. George  | Henry Afflick Haynes (représentant de St. George) | Milton Cato | PPP   |                              | PTSV  |       |
| South Windward   | Levi Calvert Latham                               |             | PPP   | Levi Calvert Latham          |       | PTSV  |
| Central Windward | Ebenezer Joshua                                   |             | PPP   | Ebenezer Joshua              |       | PPP   |
| North Windward   | Ivy Inez Joshua                                   |             | PPP   | Ivy Inez Joshua              |       | PPP   |
| Grenadines       | Clive Leonard Tannis                              |             | IND   | Clive Leonard Tannis         |       | PPP   |